# Фредериксхавн Уайт Хокс
«Фредериксхавн Уайт Хокс» — команда по хоккею с шайбой из города Фредериксхавн, Дания.
Основана в 2005 году. Выступает в высшем дивизионе Датской хоккейной лиги. Домашний стадион команды — Нордьюске Банк Арена, вмещающий 4000 человек. Название арены Нордьюйске Банк Арена по имени нынешнего спонсора.

## Управление и спонсоры
С 2005 года командой управляет Elite Nord Frederikshavn A/S.
Главным спонсором команды является Uggerhøj A/S — сеть автосалонов, а также ещё три спонсора Nordjyske Bank, Frederikshavn Havn — порт Фредериксхавна и P. Conradsen — поставщик материалов и оборудования. 

## История
Команда «Фредериксхавн» была создана в 1965 году, отделившись от спортивной ассоциации Фредерикхавн. В сезоне 1985/1986 завоевали бронзовые медали, а в сезоне 1988/1989 хоккеисты из Северной Ютландии впервые победили в чемпионате Дании. В 2000 году ХК Фредериксхавн победил во второй раз.
После завершения сезона 2004/2005 была создана новая команда под эгидой компании Elite Nord Frederikshavn A / S, «Фредериксхавн Уайт Хокс». Команда была создана для выступления в вышей лиге датского хоккея.
ХК Фредериксхавн продолжил выступления в первой лиге.

## Достижения
- С учётом выступлений команды ХК Фредериксхавн.
- После 2005 года указаны результаты команды «Фредериксхавн Уайт Хокс».
- — чемпион Дании (2): 1988, 2000.
- — серебряный призёр чемпионата Дании (4): 1999, 2008, 2011, 2013.
- — бронзовый призёр чемпионата Дании (5): 2005, 2014, 2015, 2016, 2017.
- — обладатель Кубка Дании (2): 1999, 2002, 2020
- — финалист кубка Дании (4): 2000, 2004, 2013, 2016.